# 1. Lig 2022
La 1. Lig 2022 è la 16ª edizione del campionato di football americano di primo livello, organizzato dalla TBSF.

## Squadre partecipanti
| Club                | Città     | Stadio | Sponsor ufficiale | Risultato nella stagione 2020 |
| ------------------- | --------- | ------ | ----------------- | ----------------------------- |
| Anadolu Rangers     | Eskişehir |        |                   |                               |
| Boğaziçi Sultans    | Istanbul  |        |                   |                               |
| Gazi Warriors       | Ankara    |        |                   |                               |
| Hacettepe Red Deers | Ankara    |        |                   |                               |
| ITÜ Hornets         | Istanbul  |        |                   |                               |
| Koç Rams            | Istanbul  |        |                   |                               |
| ODTÜ Falcons        | Ankara    |        |                   |                               |
| Sakarya Tatankaları | Sakarya   |        |                   |                               |

## Stagione regolare

### Calendario

#### 1ª giornata
| 16 aprile 2022 | Koç Rams | 14 – 0 | ITÜ Hornets |  |

| 17 aprile 2022 | Sakarya Tatankaları | 31 – 7 | Boğaziçi Sultans |  |

| 17 aprile 2022 | Gazi Warriors | 19 – 21 | Anadolu Rangers |  |

| 18 aprile 2022 | Hacettepe Red Deers | 0 – 37 | ODTÜ Falcons |  |

#### 2ª giornata
| 30 aprile 2022 | ITÜ Hornets | 15 – 13 | Sakarya Tatankaları |  |

| 30 aprile 2022 | Boğaziçi Sultans | 7 – 13 | Gazi Warriors |  |

| 1º maggio 2022 | Hacettepe Red Deers | 23 – 21 | Koç Rams |  |

#### 3ª giornata
| 21 maggio 2022 | Gazi Warriors | 6 – 41 | ITÜ Hornets |  |

| 22 maggio 2022 | Koç Rams | 25 – 15 | ODTÜ Falcons |  |

| 22 maggio 2022 | Boğaziçi Sultans | 40 – 17 | Anadolu Rangers |  |

| 22 maggio 2022 | Sakarya Tatankaları | 40 – 0 | Hacettepe Red Deers |  |

#### 4ª giornata
| 28 maggio 2022 | ITÜ Hornets | 26 – 21 | Boğaziçi Sultans |  |

| 28 maggio 2022 | Anadolu Rangers | 8 – 6 | Koç Rams |  |

| 29 maggio 2022 | ODTÜ Falcons | 35 – 13 | Sakarya Tatankaları |  |

| 29 maggio 2022 | Hacettepe Red Deers | 0 – 30 | Gazi Warriors |  |

#### 5ª giornata
| 11 giugno 2022 | Gazi Warriors | 9 – 13 | ODTÜ Falcons |  |

| 12 giugno 2022 | Sakarya Tatankaları | 0 – 10 | Koç Rams |  |

| 12 giugno 2022 | Boğaziçi Sultans | 27 – 6 | Hacettepe Red Deers |  |

| 12 giugno 2022 | Anadolu Rangers | 25 – 0 | ITÜ Hornets |  |

#### 6ª giornata
| 18 giugno 2022 | Sakarya Tatankaları | 6 – 27 | Anadolu Rangers |  |

| 18 giugno 2022 | Koç Rams | 30 – 0 | Gazi Warriors |  |

| 19 giugno 2022 | Hacettepe Red Deers | 13 – 41 | ITÜ Hornets |  |

| 19 giugno 2022 | ODTÜ Falcons | 2 – 28 | Boğaziçi Sultans |  |

#### Recuperi 1
| 25 giugno 2022 | Anadolu Rangers | 17 – 0 | ODTÜ Falcons |  |

#### 7ª giornata
| 2 luglio 2022 | Gazi Warriors | 15 – 10 | Sakarya Tatankaları |  |

| 3 luglio 2022 | ITÜ Hornets | 35 – 14 | ODTÜ Falcons |  |

| 3 luglio 2022 | Boğaziçi Sultans | 10 – 14 | Koç Rams |  |

### Classifica
La classifica della regular season è la seguente:
- PCT = percentuale di vittorie, G = partite giocate, V = partite vinte,  P = partite perse, PF = punti fatti, PS = punti subiti

| Pos. | Squadra             | PCT  | G | V | N | P | PF  | PS  |
| ---- | ------------------- | ---- | - | - | - | - | --- | --- |
| 1    | Anadolu Rangers     | .833 | 6 | 5 | 0 | 1 | 115 | 71  |
| 2    | Koç Rams            | .714 | 7 | 5 | 0 | 2 | 120 | 56  |
| 3    | ITÜ Hornets         | .714 | 7 | 5 | 0 | 2 | 158 | 106 |
| 4    | Boğaziçi Sultans    | .429 | 7 | 3 | 0 | 4 | 140 | 109 |
| 5    | Gazi Warriors       | .429 | 7 | 3 | 0 | 4 | 92  | 122 |
| 6    | ODTÜ Falcons        | .429 | 7 | 3 | 0 | 4 | 116 | 127 |
| 7    | Sakarya Tatankaları | .286 | 7 | 2 | 0 | 5 | 113 | 109 |
| 8    | Hacettepe Red Deers | .167 | 6 | 1 | 0 | 5 | 42  | 196 |

## Playoff

### Tabellone
|  | Semifinali | Semifinali       | Semifinali |          |    | XV Final         | XV Final | XV Final |  |
|  |            |                  |            |          |    |                  |          |          |  |
|  | 1          | Anadolu Rangers  | 0          |          |    |                  |          |          |  |
|  | 1          | Anadolu Rangers  | 0          |          |    |                  |          |          |  |
|  | 4          | Boğaziçi Sultans | 3          |          |    |                  |          |          |  |
|  | 4          | Boğaziçi Sultans | 3          |          | 4  | Boğaziçi Sultans | 17       |          |  |
|  |            |                  |            |          | 4  | Boğaziçi Sultans | 17       |          |  |
|  |            |                  | 2          | Koç Rams | 14 |                  |          |          |  |
|  | 2          | Koç Rams         | 2          | Koç Rams | 14 | 18               |          |          |  |
|  | 2          | Koç Rams         |            |          |    |                  |          |          |  |
|  | 3          | ITÜ Hornets      | 13         |          |    |                  |          |          |  |

### Semifinali
| 30 luglio 2022 | Anadolu Rangers | 0 – 3 | Boğaziçi Sultans |  |

| 31 luglio 2022 | Koç Rams | 18 – 13 | ITÜ Hornets |  |

### XV Final
| 6 agosto 2022 | Boğaziçi Sultans | 17 – 14 | Koç Rams |  |

## Verdetti
- Boğaziçi Sultans Campioni della Turchia 2022